# 王芳 (昆曲演员)
王芳（1963年—），江苏蘇州人，中国崑曲表演藝術家，一級演員，昆曲旦角工五旦、正旦、刀馬旦。王芳學藝崑曲，一路師承沈傳芷、姚傳薌、張傳芳、張繼青、莊再春、蔣玉芳等崑曲名家。

## 生平
1994年，31歲的王芳以《思凡》、《醉歸》和《尋夢》三個崑曲選段，震驚了戲曲界，同時獲得了第12屆梅花獎。
2005年，王芳又以崑劇《長生殿》獲獎，奪得中國戲劇界最高獎項“梅花獎”，成為“二度梅”的獲獎者。

## 榮獲獎項
- 第十二屆、二十二屆中國戲劇梅花獎「二度梅」。
- 第十二屆「文華表演獎」。
- 聯合國教科文組織頒發的「促進崑曲藝術獎」得主。[2]

## 蘇劇作品
- 《五姑娘》
- 《花魁記》
- 《柳如是》
- 《滿庭芳》
- 《國鼎魂》

## 崑劇作品
- 《長生殿》
- 《牡丹亭》
- 《白兔記》
- 《西施》
- 《滿床笏》
- 《紫釵記》[3]